# Smile 2
Smile 2 är en amerikansk psykologisk thriller- och skräckfilm med världspremiär i USA den 14 oktober 2024. Filmen är regisserad av Parker Finn, som även skrivit filmens manus. Den är uppföljare till filmen Smile från 2022, som i sin tur är en uppföljare till kortfilmen Laura Hasn't Slept från 2020.
Filmen hade biopremiär i Sverige och i många andra länder den 18 oktober 2024, utgiven av Paramount Pictures.

## Rollista (i urval)
- Naomi Scott – Skye Riley
- Lukas Gage – Lewis
- Rosemarie DeWitt – Elizabeth Riley
- Miles Gutierrez-Riley – Joshua
- Dylan Gelula – Gemma
- Raúl Castillo – Darius
- Kyle Gallner – Joel